# Intel
Intel Corporation (conegut com a Intel) és una multinacional nord-americana  d'empreses i companyia de tecnologia amb seu a Santa Clara (Califòrnia), a Silicon Valley. És el segon fabricant mundial de xips semiconductors més gran del món i el  segon basat en ingressos després de ser superat per Samsung. És l'inventor de la sèrie X86 de Microprocessadors, els processadors que es troben en la majoria d'ordinadors personals (PC). L'any 2018 va ocupar el post n.° 46 en la llista de fortune 500 de les majors corporacions dels Estats Units per ingressos totals.
Intel subministra processadors per a fabricants de sistemes informàtics com Apple, Lenovo, HP, i Dell, no obstant, la companyia també fabrica xips de placa base, controladors d'interfície de xarxa i circuits integrats, memòria flaix, xips gràfics, processadors integrats i altres dispositius relacionats amb comunicacions i informàtica.
La companyia va ser fundada el 18 de juliol de 1968, pels pioners en  semiconductors Robert Noyce i Gordon Moore (de la llei de Moore), i es va associar àmpliament  amb el lideratge executiu i la visió d'Andrew Grove. El nom de l'empresa va ser concebut com una combinació de las paraules integrated i  electronics, ja que el cofundador Noyce va ser un inventor clau del circuit integrat (microxip). El fet que "intel·ligència" sigui el terme per a  informació d'intel·ligència també va fer que el nom fos apropiat. Intel va ser un dels primers desenvolupadors de xips de memòria SRAM i DRAM, que van representar la major part del seu negoci fins a 1981. Encara que Intel va crear el primer xip de microprocessador comercial del món el 1971, no va ser fins l'èxit de l'ordinador personal (PC) que es va convertir en el seu negoci principal.
Durant la dècada de 1990, Intel va invertir fortament en nous dissenys de microprocessadors per fomentar el ràpid creixement de la indústria informàtica. Durant aquest període, Intel es va convertir en el proveïdor dominant de microprocessadors per a PC i era conegut per les seves tàctiques agressives i anticompetitives en defensa de la seva posició en el mercat, en particular contra Advanced Micro Devices (AMD), així com una lluita amb Microsoft pel control de la direcció de la indústria del PC.
El centre de tecnologia de codi obert (Open Source Technology Center) a Intel allotja PowerTOP i LatencyTOP, i suporta altres projectes de codi obert com ara Wayland, Mesa3D, Intel Array Building Blocks y Threading Building Blocks (TBB) i Xen.

## Operacions actuals

### Segments operatius
- Client Computing Group (55% dels ingressos de 2016): Produeix components de maquinari utilitzats en ordinadors portàtils i d'escriptori.[4]
- Data Center Group (29% dels ingressos de 2016): Produeix components de maquinari utilitzats en plataformes de servidor, xarxa i emmagatzematge.[4]
- Non-Volatile Memory Solutions Group (4% dels ingressos de 2016): Fabrica memòria flash NAND i 3D XPoint, de marca Optane, productes utilitzats principalment en unitats d'estat sòlid.[4]
- Internet of Things Group (5% dels ingressos de 2016): Ofereix plataformes dissenyades per al comerç minorista, el transport, la indústria, els edificis i l'ús domèstic.[4]
- Non-Volatile Memory Solutions Group (4% dels ingressos de 2016) : Fabrica memòria flash NAND i 3D XPoint, de marca Optane, productes utilitzats principalment en unitats d'estat sòlid.[4]
- Intel Security Group (4% dels ingressos de 2016): Produeix programari, especialment seguretat i programari Antivirus.[4]
- Programmable Solutions Group (3% dels ingressos de 2016) : Fabrica semiconductors programables (principalment FPGA).[4]

### Principals clients
El 2017, Dell va representar prop del 16% dels ingressos totals d'Intel, lenovo va representar el 13% del total d'ingressos, i HP Inc. va representar l'11% del total d'ingressos.

### Quota de mercat

#### Quota de mercat histórica
A la dècada de 1980, Intel es va trobar entre els deu primers venedors de semiconductors (10è el 1987) al món. El 1992, Intel es va convertir en el major fabricant de xips per ingressos i ha ocupat la posició des d'aleshores. Altres empreses de semiconductors més importants inclouen TSMC, Advanced Micro Devices, Samsung, Texas Instruments, Toshiba i STMicroelectronics.

#### Quota de mercat a principis de 2011
Segons I'IDC, mentre que Intel va gaudir de la major quota de mercat tant en el mercat mundial de microprocessador de PC (73,3%) com en el microprocessador de PC mòbil (80,4%) del segon trimestre de 2011, els números van disminuir un 1,5% i un 1,9% en comparació amb el primer trimestre de 2011.

#### Principals competidors
Els competidors en xips per a PC inclouen Advanced Micro Devices, VIA Technologies, Silicon Integrated Systems i Nvidia.
Els competidors d'Intel en xarxes inclouen NXP Semiconductors, Infineon, Broadcom Limited, Marvell Technology Group i Applied Micro Circuits Corporation, i els seus competidors en memòria flash inclouen Spansion, Samsung, Qimonda, Toshiba, STMicroelectronics i SK Hynix.
L'únic gran competidor del mercat de processadors x86 és Advanced Micro Devices (AMD), amb el qual Intel ha tingut acords de llicència des de 1976: Cada soci pot utilitzar les innovacions tecnològiques patentades per l'altre sense càrrec després d'un cert temps. Tanmateix, l'acord de llicència es cancel·la en cas d'una fallida o adquisició d'AMD.
Alguns competidors més petits com VIA Technologies produeixen processadors x86 de baixa potència per equips informàtics de petit format i equips portàtils.
No obstant això, l'aparició d'aquests dispositius informàtics mòbils, en particular, els telèfons intel·ligents, ha provocat en els últims anys un descens en les vendes de PC, atès que més del 95% dels telèfons intel·ligents del món utilitzen actualment processadors dissenyats per ARM Holdings, ARM s'ha convertit en un dels principals competidors del mercat de processadors d'Intel. ARM també planeja fer incursions al mercat de PC i servidors.

## Història corporativa

### Orígens
Intel va ser fundada a Mountain View, Califòrnia al 1968 per en Gordon E. Moore (famós per la “Llei de Moore”), un químic, i per en Robert Noyce, un físic i co-inventor del circuit integrat. Arthur Rock (inversor i capitalista de risc) va ajudar-los a trobar inversors, mentre que en Max Palevsky estava al taulell des de les primeres etapes. Moore i Noyce van deixar Fairchild Semiconductor per a fundar Intel. Rock no era un empleat, però era un inversor i també era president de la Junta. La inversió inicial total a Intel va ser de 2,5 milions de dòlars convertibles i 10.000 dòlars d'en Rock. Justament dos anys després, Intel es va convertir en una companyia pública a través d'una oferta pública inicial (IPO), recaptant 6,8 milions de dòlars (23,5 dòlars per acció). El tercer empleat d'Intel va ser Andy Grove, un enginyer químic, que posteriorment va dirigir la companyia durant la major part dels anys 80 i el començament dels anys 90.
En el moment de decidir un nom, Moore i Noyce van refusar ràpidament “Moore Noyce”, que era un homòleg per a “més soroll” – un nom poc adequat per a una empresa d'electrònica, ja que el soroll en electrònica és normalment indesitjable i típicament associat amb una mala interferència. En canvi, ells van fundar la companyia com a “N M Electronics” el 18 de juliol de 1968, però cap a finals del mateix mes havien canviat el nom per Intel que representava Integrated Electronics (electrònica integrada). D'ençà que Intel ja estava registrada per la cadena hotelera Intelco, van haver de comprar els drets del nom.

### Història inicial
En la seva fundació, Intel es va distingir per la seva capacitat per a fer circuits lògics fent servir dispositius semiconductors. L'objectiu dels fundadors era el mercat de la memòria de semiconductors, àmpliament previst per a reemplaçar a la memòria de nucli magnètic. El seu primer producte, una entrada ràpida al petit mercat de memòria d'alta velocitat al 1969, va ser la memòria d'accés estàtica bipolar 3101 Schottky TTL de 64 bits (SRAM), que va ser aproximadament el doble de ràpida que les implementacions amb díodes Schottky prèvies fetes per en Fairchild i el Laboratori Electrotècnic de Tsukuba al Japó. Al mateix any, Intel també va produir la memòria de només lectura bipolar Schottky 3301 de 1024 bits (ROM), i el primer xip comercial de la porta de silici de transistor d'efecte de camp (MOSFET) de metall-òxid-semiconductor 1101 de 256 bits. Mentre que el 1101 va ser un avanç significatiu, la seva complexa estructura de cèl·lules estàtiques el va fer mol lent i costós de produir per a memòries mainframe. La cèl·lula de tres transistors implementada a la primera memòria d'accés aleatori dinàmic (DRAM) disponible al mercat, la 1103 publicada el 1970, va solucionar aquests problemes. La 1103 va ser va ser el xip de memòria de semiconductors més venuda al món al 1972, ja que va substituir el nucli de memòria en moltes aplicacions. El negoci d'Intel va augmentar molt durant els anys 70, ja que va ampliar i millorar els seus processos de fabricació i va produir un major rang de productes, encara dominats diversos dispositius de memòria.
Mentre Intel creava el seu primer microprocessador comercial disponible (Intel 4004) al 1971 i un dels primers microcomputadors al 1972, al començament dels anys 80 el seu negoci ja estava dominat pels xips de memòria d'accés aleatori dinàmic. Tanmateix, l'increment de la competència de les companyies fabricants de semiconductors japoneses al 1983, va reduir dramàticament la rendibilitat d'aquest mercat. El creixent èxit de l'ordinador personal d'IBM, basat en un microprocessador Intel, va ser un dels factors que van convèncer a Gordon Moore (CEO des de 1975) de canviar l'enfocament de la companyia als microprocessadors i de canviar aspectes fonamentals d'aquest model de negoci. La decisió de Moore d'un únic xip de 386 xips d'Intel va tenir un èxit continu. El desenvolupament del microprocessador per Intel, (1971): el microprocessador representava un avanç notable en la tecnologia de circuits integrats. Un microprocessador miniaturitzava la unitat central de processament d'un ordinador, que després feia possible que petites màquines realitzessin càlculs que en el passat només podien fer màquines molt grans. Es va necessitar una considerable innovació tecnològica abans que el microprocessador pogués convertir-se en la base del que abans es coneixia com a "mini ordinador" i després conegut com a "ordinador personal".
A finals dels anys vuitanta, impulsat per la seva posició fortuïta com a proveïdor de microprocessadors d'IBM i de competidors d'IBM dins del ràpid creixement del mercat d'ordinadors personals, Intel va iniciar un període de deu anys de creixement sense precedents com a principal proveïdor de maquinari (i el més rendible) de la indústria de la PC, part de la combinació guanyadora de "Wintel". Moore va lliurar a Andy Grove el 1987. En llançar la seva campanya de màrqueting Intel Inside el 1991, Intel va aconseguir associar la fidelitat de la marca a la selecció dels consumidors, de manera que a finals dels anys 90, la seva línia de processadors Pentium s'havia convertit en un nom familiar.

### Disminuir la demanda i els reptes de la dominació el 2000
Després del 2000, el creixement de la demanda de microprocessadors de gamma alta es va desaccelerar. Els competidors, sobretot AMD (el principal competidor d'Intel al seu mercat d'arquitectura x86 principal), van obtenir una quota de mercat significativa, inicialment en processadors de gamma baixa i mitjana, però finalment a tota la gamma de productes, i la posició dominant d'Intel al seu mercat principal es va reduir considerablement. A principis dels anys 2000, el director general, Craig Barrett, va intentar diversificar el negoci de la companyia més enllà dels semiconductors, però poques d'aquestes activitats van ser finalment un èxit.

### Litigis
Durant diversos anys, Intel també va estar involucrada en litigis. La llei nord-americana no reconeixia inicialment els drets de propietat intel·lectual relacionats amb la topologia de microprocessadors (dissenys de circuits), fins a la Llei de protecció de xips Semiconductor de 1984, una llei sol·licitada per Intel i l'Associació de la Indústria de Semiconductors (SIA). A finals dels anys vuitanta i noranta (després d'aquesta aprovació de la llei), Intel també va demandar a les empreses que intentaven desenvolupar xips de la competència a la CPU 80386. Es va observar que les demandes foren significativament la competència amb factures legals, fins i tot si Intel va perdre les demandes. Les denúncies antimonopoli havien estat a foc lent des del començament dels anys noranta i havien estat la causa d'una demanda contra Intel el 1991. El 2004 i 2005, AMD va presentar noves reclamacions contra Intel relacionades amb la competència deslleial.

### Recuperació de l'impuls (2005–2007)
El 2005, el CEO Paul Otellini va reorganitzar la companyia per reorientar el seu negoci de processadors i xips bàsics a les plataformes (empresa, casa digital, salut digital i mobilitat).
El 2006, Intel va donar a conèixer la seva mico arquitectura bàsica amb elogis de la crítica generalitzada; la gamma de productes es va percebre com un salt excepcional en el rendiment del processador que va recuperar gran part del seu lideratge en el camp. El 2007 va establir la filosofia Tick-Tock a l'hora de dissenyar els seus processadors, en la qual el Tick és la fase en la qual es canvia de tecnologia de fabricació utilitzant transistors més petits, i algun cop introduint alguna millora, i el Tock és el disseny d'una nova micro-arquitectura. La duració de cada fase sol ser de 18 mesos.
El 2008, Intel va tenir un altre "tick" quan va introduir la mico arquitectura Penryn, que era de 45 nm. Més tard aquest any, Intel va llançar un processador amb l'arquitectura Nehalem. Nehalem va tenir crítiques positives.

### Venda de processadors XScale (2006)
El 27 de juny de 2006 es va anunciar la venda d'actius XScale d'Intel. Intel va acordar vendre el negoci del processador XScale al Marvell Technology Group per un import estimat de 600 milions de dòlars i l'assumpció de passius no especificats. La mesura estava destinada a permetre a Intel centrar els seus recursos en les seves principals empreses x86 i de servidors, i l'adquisició es va completar el 9 de novembre de 2006.

### Adquisicions i inversions (2010-present)
El 2010, Intel va comprar McAfee, un fabricant de tecnologia de seguretat informàtica, per un import de 7,68 milions de dòlars. Com a condició per a l'aprovació reguladora de la transacció, Intel va acordar proporcionar a les empreses de seguretat rivals tota la informació necessària que permetés als seus productes utilitzar els xips d'Intel i els ordinadors personals. Després de l'adquisició, Intel comptava amb uns 90.000 empleats, incloent uns 12.000 enginyers de programari. Al setembre de 2016, Intel va vendre una participació majoritària a la seva unitat de seguretat informàtica a TPG Capital, invertint l'adquisició de McAfee, de cinc anys.
L'agost de 2010, Intel i Infineon Technologies van anunciar que Intel adquiriria el negoci de Wireless Solutions d'Infineon. Intel va planejar utilitzar la tecnologia d'Infineon en ordinadors portàtils, telèfons intel·ligents, netbooks, tauletes i ordinadors incrustats en productes de consum, eventualment integrant el seu mòdem sense fil als xips de silici d'Intel.
El març de 2011, Intel va comprar la majoria dels actius de SySDSoft, amb seu al Caire.
El juliol de 2011, Intel va anunciar que havia acordat adquirir Fulcrum Microsystems Inc., una empresa especialitzada en commutadors de xarxa. L'empresa s'incloïa a la llista dels 60 temps d'emissió emergents d'EE Times.
A l'octubre de 2011, Intel va aconseguir un acord per adquirir Telmap, una empresa de programari de navegació amb seu a Israel. El preu d'adquisició no s'ha revelat, però els mitjans de comunicació israelians van informar d'uns valors propers als $ 300 milions a $ 350 milions.
El juliol de 2012, Intel va acordar de comprar el 10% de les accions d'ASML Holding NV per 2.100 milions de dòlars i un altre mil milions per al 5% de les accions que necessiten l'aprovació dels accionistes per finançar esforços rellevants de recerca i desenvolupament, com a part de 3,3 mil milions d'euros. (54.000 milions de dòlars) tracten d'accelerar el desenvolupament de la tecnologia de wafer de 450 mm i la litografia de raigs ultraviolats extrema fins a dos anys.
El juliol de 2013, Intel va confirmar l'adquisició d'Omek Interactive, una empresa israeliana que fabrica tecnologia per a interfícies basades en gestos, sense revelar el valor monetari de l'operació. Una declaració oficial d'Intel va dir: "L'adquisició d'Omek Interactive ajudarà a augmentar les capacitats d'Intel en el subministrament d'experiències de computació perceptiva més immersives" Un informe estima el valor de l'adquisició entre 30 i 50 milions de dòlars EUA.
L'adquisició d'una empresa espanyola de reconeixement de llengües naturals, Indisys, va ser anunciada el setembre del 2013. Els termes de l'acord no van ser revelats, però va dir un correu electrònic d'un representant d'Intel: "Intel ha adquirit Indisys, una empresa privada amb seu a Sevilla, Espanya. La majoria dels empleats d'Indisys es van unir a Intel. Hem signat l'acord per adquirir l'empresa el 31 de maig i l'acord s'ha completat ". Indysis explica que la seva tecnologia d'intel·ligència artificial (IA) "és una imatge humana, que conversa amb fluïdesa i amb sentit comú en diversos idiomes i també funciona en diferents plataformes".
Al desembre de 2014, Intel va comprar PasswordBox.
El gener de 2015, Intel va comprar una participació del 30% a Vuzix, un fabricant de gots intel·ligents. L'acord va ser de 24,8 milions de dòlars.
Al febrer de 2015, Intel va anunciar el seu acord per adquirir el fabricant de xip de xarxa alemany Lantiq, per ajudar a la seva expansió de la seva gamma de xips en dispositius amb capacitat de connexió a Internet.
El juny de 2015, Intel va anunciar el seu acord per comprar la companyia de disseny FPGA Altera per un import de 16,700 milions de dòlars, en la seva major adquisició fins ara. L'adquisició es va finalitzar el desembre de 2015.
A l'octubre de 2015, Intel va comprar la companyia de computació cognitiva Saffron Technology per un preu no revelat.
L'agost de 2016, Intel va comprar startups d'aprenentatge intensiu Nervana Systems per 350 milions de dòlars.
Al desembre de 2016, Intel va adquirir la posada en marxa de visió per computador Movidius per un preu no revelat.
El març de 2017, Intel va anunciar que havien acordat adquirir Mobileye, un desenvolupador israelià de sistemes de "conducció autònoma" per un import de 15.300 milions de dòlars EUA.
El juny de 2017, Intel Corporation va anunciar una inversió de més de 1.100 quilòmetres quadrats (170 milions de dòlars) per al seu proper centre de recerca i desenvolupament (R + D) a Bangalore.
El gener del 2019, Intel va anunciar una inversió de més de 11.000 milions de dòlars en una nova planta de xips israelians, segons va dir el ministre de Finances d'Israel.

#### Taula d'adquisicions (2009–present)
| Número | Data d'anunci d'adquisició | Companyia                    | Negoci                                                               | País          | Preu       | Es fa servir o s'integra amb       | Ref(s).       |
| ------ | -------------------------- | ---------------------------- | -------------------------------------------------------------------- | ------------- | ---------- | ---------------------------------- | ------------- |
| 1      | 4 de juny de 2009          | Wind River Systems           | Sistemes integrats                                                   | Estats Units  | $884M      | Software                           | [ 7 ]         |
| 2      | 19 d'agost de 2010         | McAfee                       | Seguretat                                                            | Estats Units  | $7.6B      | Software                           | [ 8 ]         |
| 3      | 30 d'agost de 2010         | Infineon (partial)           | Sense fils(Wireless)                                                 | Alemanya      | $1.4B      | CPUs mòbils                        | [ 9 ]         |
| 4      | 17 de març de 2011         | Silicon Hive                 | DSP                                                                  | Països Baixos | N/A        | CPUs mòbils                        | [ 10 ]        |
| 5      | 29 de setembre de 2011     | Telmap                       | programari                                                           | Israel        | N/A        | Serveis de localització            | [ 11 ]        |
| 6      | 30 d'actubre de 2011       | Invision                     | programari                                                           | Israel        | $50–60M    | Software                           | [ 12 ]        |
| 7      | 13 d'abril de 2013         | Mashery                      | Gestió d'API                                                         | Estats Units  | $180M      | Software                           | [ 13 ]        |
| 8      | 6 de maig de 2013          | Stonesoft Corporation        | Seguretat                                                            | Finlàndia     | $389M      | Software                           | [ 14 ]        |
| 9      | 16 de juliol de 2103       | Omek Interactive             | Gesture                                                              | Israel        | N/A        | Software                           | [ 15 ]        |
| 10     | 13 de setembre de 2013     | Indisys                      | Processament del llenguatge natural                                  | Espanya       | N/A        | Software                           | [ 16 ]        |
| 11     | 25 de març de 2014         | BASIS                        | Usables(Wearable)                                                    | Estats Units  | N/A        | Nous dispositius                   | [ 17 ]        |
| 12     | 13 d'agost de 2014         | Avago Technologies (partial) | Semiconductor                                                        | Estats Units  | $650M      | Processadors de comunicacions      | [ 18 ]        |
| 13     | 1 de desembre de 2014      | PasswordBox                  | Seguretat                                                            | Canadà        | N/A        | Software                           | [ 19 ]        |
| 14     | 5 de gener de 2015         | Vuzix                        | Usables(Wearable)                                                    | Estats Units  | $24.8M     | Nous dispositius                   | [ 20 ]        |
| 15     | 2 de febrer de 2015        | Lantiq                       | Telecom                                                              | Alemanya      | no revelat | Pasarel·les(Gateways)              | [ 21 ]        |
| 16     | 1 de juny de 2015          | Altera                       | Semiconductor                                                        | Estats Units  | $16.7B     | FPGA                               | [ 22 ]        |
| 17     | 18 de juny de 2015         | Recon                        | Usables(Wearable)                                                    | Estats Units  | $175M      | Nous dispositius                   | [ 23 ]        |
| 18     | 26 d'octubre de 2015       | Saffron Technology           | Computació cognitiva(Cognitive computing)                            | Estats Units  | no revelat | Software                           | [ 24 ]        |
| 19     | 4 de gener de 2016         | Ascending Technologies       | UAVs                                                                 | Alemanya      | no revelat | Noves tecnologies                  | [ 25 ]        |
| 20     | 9 de març de 2016          | Replay Technologies          | TEcnologia de video                                                  | Israel        | no revelat | 3D video technology                | [ 26 ]        |
| 21     | 5 d'abril de 2016          | Yogitech                     | Seguretat de l'IoT i Sistemes avançats d'assistència de controladors | Itàlia        | no revelat | Software                           | [ 27 ]        |
| 22     | 9 d'agost de 2016          | Nervana Systems              | Tecnologia d'aprenentatge automàtic(Machine learning technology)     | Estats Units  | $350M      | Noves tecnologies                  | [ 28 ]        |
| 23     | 6 de setembre de 2016      | Movidius                     | Visió per computador(Computer vision)                                | Irlanda       | no revelat | Noves tecnologies                  | [ 29 ]        |
| 24     | 16 de març de 2017         | MobilEye                     | Tecnologia de vehicles autònoms (Autonomous vehicle technology)      | Israel        | $15B       | Tecnologia de conducció automàtica | [ 30 ] [ 31 ] |
| 25     | 16 d'abril de 2019         | Omnitek                      | Acceleració de video FPGA                                            | Regne Unit    | no revelat | Acceleració de video               | [ 32 ] [ 33 ] |

### Expansions (2008–2011)
El 2008, Intel va desviar els actius clau d'un esforç empresarial inicial per crear una empresa independent, SpectraWatt Inc. El 2011, SpectraWatt es va declarar en fallida.
Al febrer de 2011, Intel va començar a construir una nova planta de fabricació de microprocessadors a Chandler, Arizona, acabada el 2013 amb un cost de 5.000 milions de dòlars. L'edifici no s'utilitzà mai. La companyia produeix tres quartes parts dels seus productes als Estats Units, tot i que les tres quartes parts dels seus ingressos provenen de l'estranger.
A l'abril de 2011, Intel va iniciar un projecte pilot amb ZTE Corporation per produir telèfons intel·ligents utilitzant el processador Intel Atom per al mercat intern xinès.
Al desembre de 2011, Intel va anunciar que va reorganitzar diverses de les seves unitats de negoci en un nou grup de mòbils i comunicacions que seria responsable dels esforços de smartphone, tauleta i telèfons de la companyia.

### Obrir les foneries a altres fabricants (2013)
Trobant-se amb excés de capacitat fabulosa després del fracàs de l'Ultrabook per guanyar tracció en el mercat i amb la disminució de les vendes de PC, el 2013 Intel va arribar a un acord de fosa per produir xips per Altera mitjançant un procés de 14 nm. El gerent general de la divisió de fosa personalitzada de Sunit Rikhi, d'Intel, va indicar que Intel continuaria amb altres acords en el futur. Això va ocórrer després de les pobres vendes de maquinari de Windows 8 que van provocar un retrocés important per a la majoria dels principals fabricants de semiconductors, llevat de Qualcomm, que va continuar veient compres saludables del seu major client, Apple.
El juliol de 2013, cinc empreses utilitzaven les fàbriques d'Intel a través de la divisió Intel Custom Foundry: Achronix, Tabula, Netronome, Microsemi i Panasonic: la majoria són fabricants de matrius de portes programables per camp, però Netronome dissenya processadors de xarxa. Només Achronix va començar a enviar xips fabricades per Intel utilitzant el procés Tri-Gate de 22 nm. Alguns altres clients també existeixen, però no van ser anunciats en aquell moment.
L'Aliança per a Internet assequible (A4AI) es va llançar a l'octubre de 2013 i Intel forma part de la coalició d'organitzacions públiques i privades que també inclouen Facebook, Google i Microsoft. Liderat per Sir Tim Berners-Lee, l'A4AI vol fer que l'accés a Internet sigui més assequible, de manera que l'accés s'ampliï al món en desenvolupament, on només el 31% de les persones estan en línia. Google ajudarà a disminuir els preus d'accés a Internet de manera que caiguin per sota de l'objectiu mundial de la Comissió de Banda Ampla de les Nacions Unides del 5% dels ingressos mensuals.
A l'octubre del 2018, Arm Holdings es va associar amb Intel per compartir codi per a sistemes incrustats a través del Projecte Yocto.

## Història del producte i mercat

### Evolució dels microprocessadors
L'any 1971 Intel va llençar el seu primer microprocessador, l'Intel 4004 el qual va ser dissenyat per fer-se servir en una calculadora. Més endavant, exactament l'1 d'abril de 1972 van millorar aquest model i van treure l'Intel 8008 el qual entre les seves qualitat oferia poder accedir a més memòria, processar 8 bits i tenia una velocitat de rellotge de fins a 740KHz.
El 1974 van treure l'Intel 8080 el qual permetia direccionar 16 bits, amb un bus de 8 bits poden així accedir a 64Kb de memòria. Tot això amb una velocitat de fins a 2 MHz. Al cap d'un temps Intel va treure un ordinador personal, Altair, el qual no va tenir gaire exit entre el públic. No va ser fins l'aparició de l'IBM PC, entre el juny de 1978 i 1979, on Intel va llençar l'Intel 8086} i l'Intel 8088 els quals anaven integrats al PC d'IBM. Va ser gràcies a aquest PC que Intel va ser nomenada com una de les millors empreses dels anys 70.
L'Intel 8086 era un microprocessador amb un bus de 16 bits, una velocitat de rellotge de fins a 10 MHz i un màxim d'1Mb de memòria. En canvi l'Intel 8088 era igual però en comptes de tenir un bus de 16 bits, en tenia un de 8, pel que era més barato i va ser més popular entre la gent.
L'any 1982 van desenvolupar l'Intel 80286 el qual tenia una arquitectura més semblant als processadors actuals i una freqüència d'entre 6 i 25 MHz. Venia amb la principal novetat de la memòria virtual, que era possible fins a 1 Gb. Més endavant, concretament l'any 1986, van treure l'Intel 803896 amb una freqüència d'entre 16 i 40 Mhz, i amb una arquitectura de 32 bits. Aquest últim microprocessador va ser tan exitòs que actualment encara es fa servir en sistemes incrustats.
El 1989 Intel va treure al mercar l'Intel 80486DX el qual incorporava com a novetat una caché de primer nivell dintre del propi xip, a més a més d'un coprocessador matemàtic. Més endavant van treure dos versions més del model DX enfocats a la gama alta, l'Intel i486 DX2 d'entre 50 i 66 MHz, i l'Intel i486 DX4 d'entre 75 i 100 MHz.
Una dada interessant és que entre el 1989 i el 1993 Intel va intentar registrar el nom dels microprocessadors, però en ser nombrós no els van deixar, així que a partir d'aquell moment els microprocessadors van passar a dir-se Pentium. Tan és així que l'any 1995 va aparèixer el Pentium Pro el qual va suposar una gran revolució ja que tenia una arquitectura de 64 bits, amb una tecnologia de 0,32 micras, cosa que permetia posar cinc milions i mig de transistors. Aquest microprocessador incorporava un segon xip el qual ajudava a millorar la velocitat de la caché. La freqüència oscil·lava entre els 150 i 200 MHz.

### SRAMS i el microprocessador
Els primers productes d'Intel van ser la memòria de registre de desplaçament i els circuits integrats de memòria d'accés aleatori, aquesta empresa va créixer per ser un líder en els mercats DRAM, SRAM i ROM de la competència al llarg dels anys setanta. Durant el mateix període, els enginyers d'Intel Marcian Hoff, Federico Faggin, Stanley Mazor i Masatoshi Shima van inventar el primer microprocessador d'Intel. Originalment desenvolupat per a la companyia japonesa Busicom per substituir una sèrie d'ASIC en una calculadora ja produïda per Busicom, l'Intel 4004 va ser introduït al mercat de masses el 15 de novembre de 1971, però no va ser fins a mitjan des 1980 quan es va convertir en el nucli del negoci d'Intel.

### De DRAM a microprocessador
L'any 1983, als inicis de l'era de l'ordinador personal, els beneficis d'Intel van patir una major pressió dels fabricants de xips de memòria japonesos i llavors el president Andy Grove va centrar la companyia en els microprocessadors. Grove va descriure aquesta transició en el llibre Only the Paranoid Survive. Un element clau del seu pla era la noció, després considerada radical, de convertir-se en la font única per als successors del popular microprocessador 8086.
Fins llavors, la fabricació de circuits integrats complexos no era suficientment fiable per als clients depenen d'un proveïdor únic, però Grove va començar a produir processadors en tres fàbriques geogràficament diferents. I va deixar de concedir llicències als dissenys de xips a competidors com Zilog i AMD . Quan la indústria de la PC es va créixer a finals dels anys vuitanta i noranta, Intel era un dels principals beneficiaris.

### Processadors Intel, x86 i IBM PC
Malgrat la màxima importància del microprocessador, el 4004 i els seus successors 8008 i 8080 mai van ser els principals contribuents d'ingressos d'Intel. Com el següent processador, el 8086 (i la seva variant 8088) es va completar el 1978, Intel es va embarcar en una campanya de màrqueting i vendes important per a aquest xip anomenat "Operation Crush", i va intentar guanyar tants clients per al processador com sigui possible. Un dels guanys de disseny va ser la recentment creada divisió d'IBM PC, encara que la importància d'això no es va realitzar plenament en aquell moment.
IBM va presentar la seva computadora personal el 1981, i va tenir èxit ràpid. El 1982, Intel va crear el microprocessador 80286, que, dos anys més tard, es va utilitzar a l'IBM PC / AT. Compaq, el primer fabricant de clones de l'IBM PC, va produir un sistema d'escriptori basat en el processador 80286 més ràpid el 1985 i el 1986 va seguir ràpidament amb el primer sistema basat en 80386, superant IBM i establint un mercat competitiu per a sistemes i configuració compatibles amb PC Intel com a proveïdor de components clau.
El 1975, la companyia havia iniciat un projecte per desenvolupar un microprocessador de 32 bits molt avançat, que va ser llançat el 1981 com Intel iAPX 432. El projecte era massa ambiciós i el processador mai no va poder assolir els seus objectius de rendiment, i va fallar el mercat. Intel va ampliar l'arquitectura x86 a 32 bits.

### Unitats d'estat sòlid (SSD)
In 2008, Intel began shipping mainstream solid-state drives (SSDs) with up to 160 GB storage capacities. As with their CPUs, Intel develops SSD chips using ever-smaller nanometer processes. These SSDs make use of industry standards such as NAND flash, mSATA, PCIe, and NVMe. In 2017, Intel introduced SSDs based on 3D XPoint technology under the Optane brand name.

### Supercomputadors
La divisió Intel Scientific Computers va ser fundada el 1984 per Justin Rattner, per dissenyar i produir ordinadors paral·lels basats en microprocessadors Intel connectats a la topologia d'Internet de Hypercube. El 1992, el nom es va canviar a la Divisió de Sistemes de Supercomputació d'Intel i es va subsumir el desenvolupament de l'arquitectura iWarp. La divisió va dissenyar diversos sistemes de supercomputadors, incloent Intel iPSC / 1, iPSC / 2, iPSC / 860, Paragon i ASCI Red. Al novembre de 2014, Intel va revelar que utilitzarà bigues de llum per accelerar els supercomputadors.

### Programari per a mòbils de Linux
El 2007 Intel va formar el projecte Moblin per crear un sistema operatiu Linux de codi obert per a dispositius mòbils basats en x86. Després de l'èxit de la plataforma d'Android de Google, que va funcionar exclusivament en processadors ARM, Intel va anunciar el 15 de febrer de 2010 que s'uniria amb Nokia i combinarà Moblin amb el projecte Maemo basat en ARM per crear MeeGo que va ser recolzat per la Linux Foundation.
Al febrer de 2011, Nokia va abandonar el projecte després d'associar-se amb Microsoft, deixant a Intel a càrrec exclusiu de MeeGo. Una portaveu d'Intel va dir que estava "decebut" per la decisió de Nokia, però que Intel estava compromès amb MeeGo. Al setembre de 2011 Intel va deixar de treballar a MeeGo i es va associar amb Samsung per crear Tizen, un nou projecte allotjat per la Fundació Linux. Intel ha estat co-desenvolupant el sistema operatiu Tizen que funciona en diversos dispositius Samsung.

### Competència, antimonopoli i espionatge
Dos factors combinats per acabar amb aquest domini: la desacceleració del creixement de la demanda de PC a partir del 2000 i l'augment del PC de baix cost. A finals dels anys noranta, el rendiment del microprocessador havia superat la demanda de programari d'aquesta potència de la CPU. A part de sistemes i programari de servidor de gamma alta, la demanda va caure amb el final de la "bombolla de punts", els sistemes de consum es van executar amb eficàcia en sistemes cada vegada més econòmics després de 2000. L'estratègia d'Intel de produir processadors cada cop més potents i obsolets els seus predecessors es van enfrontar, deixant una oportunitat per a guanys ràpids per part dels competidors, especialment l'AMD. Això, al seu torn, va reduir la rendibilitat de la línia del processador i va acabar amb una era de dominació sense precedents del maquinari de PC per part d'Intel.
El domini d'Intel en el mercat de microprocessador x86 va generar nombrosos càrrecs de violacions antimonopolias al llarg dels anys, incloent-hi les investigacions de la FTC a la fi dels anys vuitanta i el 1999, i accions civils com el suit de Digital Equipment Corporation (DEC) Intergraph. El domini del mercat d'Intel en un moment controlava més del 85% del mercat dels microprocessadors x86 de 32 bits), juntament amb les tàctiques legals d'Intel Hardball (com el seu infame 338 patent suit versus els fabricants de PC) un objectiu atractiu per litigis, però pocs dels plets mai van arribar a qualsevol cosa [aclariment]
Un cas d'espionatge industrial va sorgir el 1995 que va implicar Intel i AMD. Bill Gaede, un argentí que anteriorment treballava tant a AMD com a la planta d'Intel a Arizona, va ser arrestat per haver intentat vendre els dissenys i486 i P5 Pentium a l'AMD i a determinades potències estrangeres. Gaede va gravar les dades de la pantalla de la seva computadora a Intel i la va enviar a AMD, que immediatament va alertar Intel i les autoritats, la qual cosa va provocar la detenció de Gaede. Gaede va ser condemnat i sentenciat a 33 mesos de presó el juny de 1996.

### Ús de productes d'Intel per Apple Computer (2005-present)
El 6 de juny de 2005, Steve Jobs, llavors CEO d'Apple, va anunciar que Apple passaria de la seva àmplia arquitectura PowerPC a l'arquitectura Intel x86 perquè el futur full de ruta PowerPC no va poder satisfer les necessitats d'Apple. Les primeres computadores Macintosh que contenen CPU d'Intel es van anunciar el 10 de gener de 2006 i Apple va tenir tota la seva línia de Mac de consumidors en processadors Intel a principis d'agost de 2006. El servidor Apple Xserve es va actualitzar als processadors Intel Xeon a partir de novembre de 2006 i es va oferir a una configuració similar a l'Apple Mac Pro.

### Controvèrsia de l'anunci de Core 2 Duo (2007)
El juliol de 2007, la companyia va publicar un anunci publicitari per al seu processador Intel Core 2 Duo amb sis corredors afroamericans que es van inclinar a un mascle caucàsic dins d'una oficina (a causa de la postura dels corredors en els blocs de partida). Segons Nancy Bhagat, vicepresident d'Intel Corporate Marketing, els espectadors van trobar que l'anunci era "insensible i insultant", i diversos executius d'Intel van demanar disculpes.

### Introducció de Classmate PC (2011)
Classmate PC és la primera computadora de netbook de baix cost de la companyia. El 2014, la companyia va llançar una versió actualitzada de la Classmate PC.

### Introducció de la nova tecnologia del processador mòbil (2011)
El juny de 2011, Intel va introduir el primer processador mòbil Pentium basat en el nucli de Sandy Bridge. El B940, amb una velocitat de 2 GHz, és més ràpid que els celerons mòbils existents o futurs, encara que és gairebé idèntic a les CPU Celeron de doble nucli en tots els altres aspectes. Segons l'informe d'IHS iSuppli el 28 de setembre de 2011, els xips de Sandy Bridge han ajudat Intel a augmentar la seva quota de mercat en el mercat global del processador fins al 81,8%, mentre que la quota de mercat d'AMD es va reduir fins al 10,4%.
Intel preveu introduir Medfield - un processador per a tauletes i telèfons intel·ligents - al mercat el 2012, com un esforç per competir amb ARM. Com a processador de 32 nanòmetres, Medfield està dissenyat per ser eficient en l'energia, que és una de les característiques principals de les xips d'ARM.
Al Fòrum Intel Developers (IDF) 2011 a San Francisco, es va anunciar l'associació d'Intel amb Google. El gener de 2012, l'Android 2.3 de Google utilitzarà el microprocessador Atom d'Intel

### Actualització als xips de servidor (2011)
El juliol de 2011, Intel va anunciar que els seus xips de servidor, la sèrie Xeon, utilitzaran nous sensors que millorin l'eficiència de refredament del centre de dades.

### Desenvolupament del Monitor d'Energia de l'Oficina Personal (POEM) (2011)
Com a part del seu esforç en el Consorci de Construccions Energètiques Positives, Intel ha estat desenvolupant una aplicació anomenada Personal Office Energy Monitor (POEM), per ajudar els edificis d'oficines a ser més eficients energèticament. Amb aquesta aplicació, els empleats poden obtenir la informació de consum d'energia per a les seves màquines d'oficina, de manera que puguin trobar una millor manera d'estalviar energia en el seu entorn de treball.

### Sèrie de gerent de TI
Intel ha introduït alguns jocs de simulació, a partir de 2009 amb el gestor de TI 3: Forces invisibles basades en web. En ell, el jugador gestiona el departament d'informàtica d'una empresa. L'objectiu és aplicar tecnologia i habilitat per permetre que l'empresa creixi d'una petita empresa en una empresa global.[millor font necessària] El joc ha estat interromput i aconseguit el 2012 pel joc de jocs multijugador basat en web del gerent de TI : Duels, que ja no està disponible.

### Sistema de seguretat de cotxes (2011)
El 2011, Intel va anunciar que està treballant en un sistema de seguretat d'automòbil que es connecta a telèfons intel·ligents a través d'una aplicació. L'aplicació funciona mitjançant la transmissió de vídeo a un servei en el núvol si hi ha un cotxe armat amb el sistema.

### Protecció de contingut digital de gran amplada de banda
Intel també va desenvolupar la protecció de contingut digital (HDCP) d'amplada de banda alta per a evitar l'accés als continguts d'àudio i vídeo digital mentre viatja a través de connexions.

### Mou l'escriptori de Wintel per obrir plataformes mòbils (2013-2014)
L'any 2013, Kirk Skaugen d'Intel va dir que l'enfocament exclusiu d'Intel a les plataformes de Microsoft era una cosa del passat i que ara donarien suport a tots els "sistemes operatius de primer nivell" com Linux, Android, iOS i Chrome.
El 2014, Intel va reduir milers d'empleats en resposta a "tendències de mercat en evolució" i es va oferir a subvencionar els fabricants pels costos addicionals que suposaven l'ús de xips Intel en les seves tauletes.

### Introducció als processadors Haswell (2013)
Article principal: Haswell (microarquitectura)
El juny de 2013, Intel va donar a conèixer la seva quarta generació de processadors Intel Core (Haswell) en un esdeveniment anomenat Computex a Taipei.

### Moda desgastant (2014)
El 6 de gener de 2014, Intel va anunciar que estava "equipant-se amb el Consell de Dissenyadors d'Amèrica, Barneys New York i Cerimònia d'obertura al voltant del camp tecnològic"
Intel va desenvolupar un disseny de referència per a auriculars intel·ligents portàtils que proporcionen informació biomètrica i de gimnàstica. Els auriculars Intel intel·ligents proporcionen àudio estèreo complet i controlen la freqüència cardíaca, mentre que les aplicacions del telèfon de l'usuari fan un seguiment de la distància d'execució i les calories cremades.
CNBC va informar que Intel va eliminar la divisió que va treballar a la salut portàtils el 2017.

### Informàtica de boira
El 19 de novembre de 2015, Intel, juntament amb ARM Holdings, Dell, Cisco Systems, Microsoft i Princeton University, van fundar el Consorci OpenFog, per promoure interessos i desenvolupar-se en la informàtica de boira. L'estratègia principal d'Intel per a l'Oficina d'estratègies i tecnologia de l'IoT, Jeff Faders, es va convertir en el primer president del consorci.

### Producció lliure de conflictes
El 2009, Intel va anunciar que planejava fer un esforç per eliminar els recursos del conflicte: els materials procedents de mines els beneficis s'utilitzen per finançar grups militars armats, especialment a la República Democràtica del Congo, des de la seva cadena de subministrament. Intel va buscar fonts lliures de conflictes de metalls preciosos comuns a l'electrònica des del país, utilitzant un sistema d'auditories de primer i tercer, a més d'aportacions del projecte Enough i d'altres organitzacions. Durant una conferència magistral a Consumer Electronics Show 2014, el CEO d'Intel en aquell moment, Brian Krzanich, va anunciar que els microprocessadors de la companyia de llavors en endavant serien lliures de conflictes. El 2016, Intel va afirmar que havia esperat que la seva cadena de subministrament fos lliure de conflictes abans de final d'any

### Autocontrols
Intel és un dels majors grups d'interès de la indústria d'automòbils automobilístics, després d'haver-se unit a la cursa a mitjan 2017 després d'unir forces amb Mobileye. La companyia també és una de les primeres del sector en investigar l'acceptació del consumidor, després que un informe de la AAA cita un 78% de no acceptació de la tecnologia als Estats Units.
Els nivells de seguretat de la tecnologia, la idea d'abandonar el control a una màquina i la comoditat psicològica dels passatgers en aquestes situacions van ser inicialment els principals temes de discussió. Els passatgers també van declarar que no volien veure tot el que feia l'automòbil. Això va ser principalment una referència al volant automàtic sense que ningú quedés assegut al seient de conducció. Intel també va saber que el regulador de control de veu és vital, i la interfície entre els éssers humans i la màquina facilita la malestar i torna a tenir sentit el control. És important esmentar que Intel va incloure només 10 persones en aquest estudi, cosa que fa que l'estudi sigui menys creïble. En un vídeo publicat a YouTube, Intel va acceptar aquest fet i va demanar més proves.

## Afers corporatius

### Lideratge i estructura corporativa

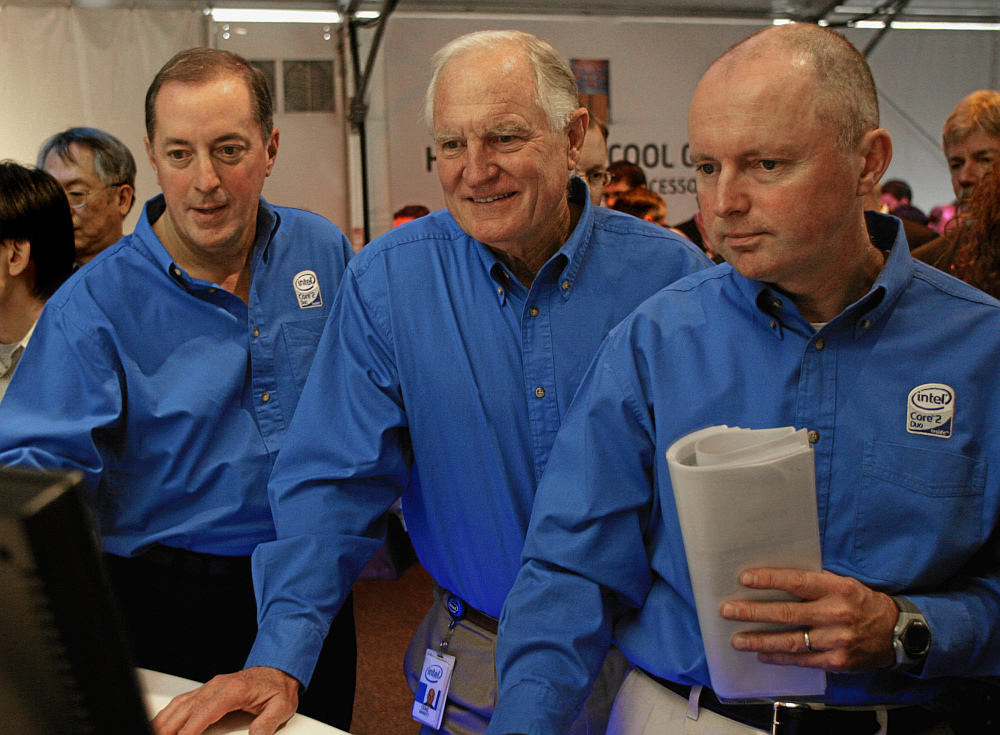
Paul Otellini, Craig Barrett i Sean Maloney (2006)

Robert Noyce va ser el CEO d'Intel en la seva fundació el 1968, seguit pel cofundador Gordon Moore en 1975. Andy Grove es va convertir en el president de la companyia el 1979 i va afegir el títol de CEO en 1987, quan Moore es va convertir en president.
El 1998, Grove va succeir a Moore com a president i Craig Barrett, ja president de la companyia, va assumir el control. El 18 de maig de 2005, Barrett va lliurar les regnes de la companyia a Paul Otellini, qui havia estat el president i COO de la companyia i qui era responsable de la victòria en el disseny d'Intel en la original IBM PC.
La junta directiva va triar a Otellini com a president i director executiu, i Barrett va reemplaçar a Grove com a president de la junta.
Grove va renunciar com a president, però es manté com a assessor especial.
Al maig de 2009, Barrett va renunciar com a president de la Junta i va ser succeït per Jane Shaw. Al maig de 2012, el vicepresident d'Intel, Andy Bryant, qui havia ocupat els càrrecs de CFO (1994) i director administratiu (2007) en Intel, va succeir a Shaw com a president executiu.
Al novembre de 2012, el president i director general Paul Otellini va anunciar que dimitiria al maig de 2013 a l'edat de 62 anys, tres anys abans de l'edat de jubilació obligatòria de la companyia.
Durant un període de transició de sis mesos, la junta directiva d'Intel va començar un procés de recerca per al proper CEO, en què va considerar tant als gerents interns com als candidats externs, com Sanjay Jha i Patrick Gelsinger.
Els resultats financers van revelar que, segons Otellini, els ingressos d'Intel van augmentar en un 55.8 per cent (US $ 34.2 a 53.3 milers de milions), mentre que el seu ingrés net va augmentar en un 46.7% (7.5 mil milions $ a 11 mil milions $).
El 2 de maig de 2013, el vicepresident executiu i gerent d'operacions, Brian Krzanich, va ser triat com el sisè CEO d'Intel, una selecció que va entrar en vigència el 16 de maig de 2013, en la reunió anual de la companyia.
Segons s'informa, la junta va concloure que una persona amb informació privilegiada podria procedir amb el rol i exercir un impacte més ràpidament, sense la necessitat de conèixer els processos d'Intel, i Krzanich va ser seleccionat sobre aquesta base.
La directora de programari d'Intel, Renée James, va ser seleccionada com a presidenta de la companyia, una funció que està en segon lloc a la posició de CEO.
A partir de maig de 2013, la junta directiva d'Intel està formada per Andy Bryant, John Donahoe, Frank Yeary, l'ambaixadora Charlene Barshefsky, Susan Decker, Reed Hundt, Paul Otellini, James Plummer, David Pottruck i David Yoffie i el director creatiu will.i.am.
La junta va ser descrita pel experiodista de Financial Times Tom Foremski com "un exemple exemplar de govern corporatiu de primer ordre" i va rebre una qualificació de deu de GovernanceMetrics International, una forma de reconeixement que només s'ha atorgat a altres vint juntes corporatives de tot el món.
El 21 de juny de 2018, Intel va anunciar la renúncia de Brian Krzanich com CEO, amb l'exposició d'una relació que va tenir amb un empleat. Bob Swan va ser nomenat CEO interí, ja que la Junta va iniciar una recerca d'un CEO permanent.
El 31 de gener de 2019, Swan va passar de la seva funció com a Director de Finances i CEO interí i va ser nomenat per la Junta com el 7è CEO per liderar la companyia.

### Propietat
A partir de 2017, les accions d'Intel estan principalment en mans d'inversors institucionals (The Vanguard Group, BlackRock, Capital Group Companies, State Street Corporation i altres).

### Ocupació

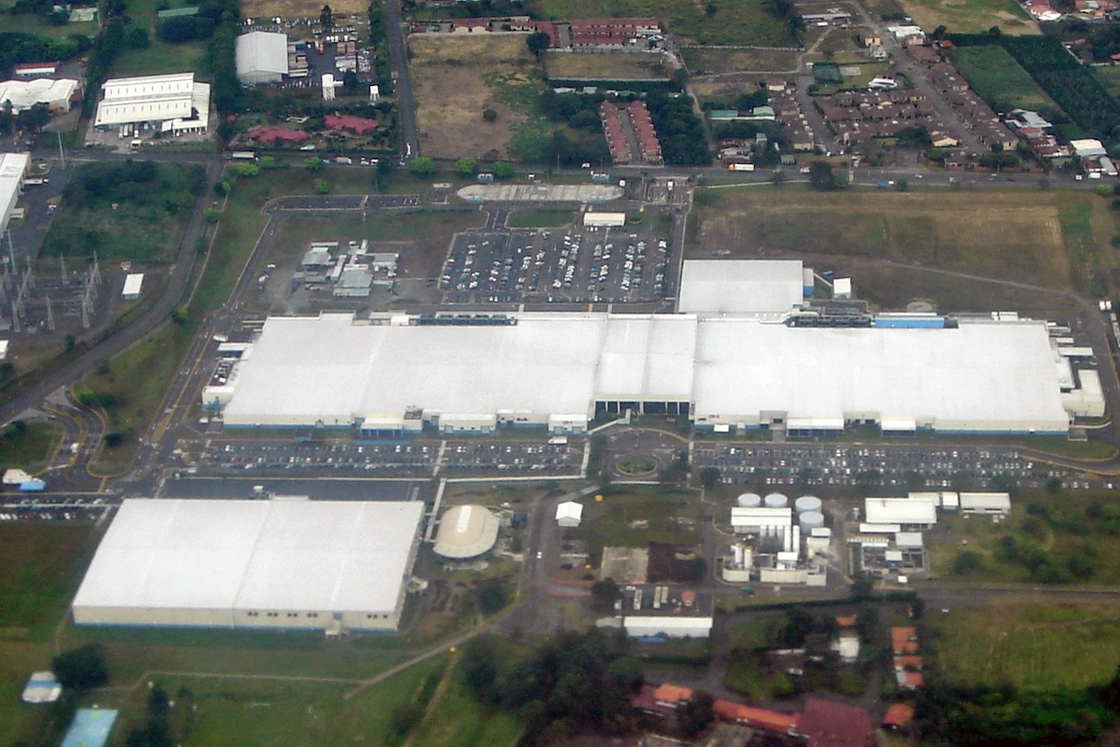
Intel fabrica de microprocesadors Costa Rica era responsable en el 2006 de un 20% del les exportacions de Costa Rica i de un 4.9% del PIB del país.

La companyia promou en gran manera des de dins, sobretot en la seva part executiva. La companyia ha resistit la tendència cap a CEO externs.
Paul Otellini era un veterà de 30 anys de la companyia quan va assumir el càrrec de CEO. Tots els seus principals lloctinents han ascendit de rang després de molts anys en la companyia. En molts casos, els principals executius d'Intel han passat tota la seva carrera laboral amb Intel.
Intel té una política de jubilació obligatòria per als seus directors executius quan compleixen els 65 anys. Andy Grove es va retirar als 62 anys, mentre que Robert Noyce i Gordon Moore es van retirar als 58. Grove es va retirar com a President i membre de la junta directiva en 2005 als 68 anys.
Les oficines centrals d'Intel estan ubicades a Santa Clara, Califòrnia, i la companyia té operacions a tot el món.
La seva major concentració de força laboral es troba al comtat de Washington, Oregon (en el "Bosc de silici" de l'àrea metropolitana de Portland), amb 18,600 empleats en diverses instal·lacions.
Fora dels Estats Units, l'empresa compta amb instal·lacions a la Xina, Costa Rica, Malàisia, Israel, Irlanda, Índia, Rússia, Argentina i Vietnam, a 63 països i regions a nivell internacional. Als EUA, Intel dona feina a un gran nombre de persones a Califòrnia, Colorado, Massachusetts, Arizona, Nou Mèxic, Oregon, Texas, Washington i Utah. A Oregon, Intel és l'ocupador privat més gran de l'estat. La companyia és l'ocupador industrial més gran de Nou Mèxic, mentre que a Arizona té més de 10,000 empleats.
Intel inverteix molt en recerca a la Xina i prop de 100 investigadors, o el 10% del nombre total d'investigadors d'Intel, es troben a Beijing.
El 2011, el govern israelià va oferir a Intel 290 milions de dolars per expandir-se al país. Com a condició, Intel empraria 1.500 treballadors més en Kiryat Gat i entre 600 i 1.000 treballadors al nord.
El gener de 2014, es va informar que Intel eliminaria uns 5,000 llocs de treball de la seva força laboral de 107,000. L'anunci es va fer un dia després que informés guanys que no van aconseguir els objectius dels analistes.
El març de 2014, es va informar que Intel s'embarcaria en un pla de 6 mil milions de dolars per expandir les seves activitats a Israel. El pla requereix una inversió contínua en les plantes noves i existents d'Intel fins a 2030. A partir de 2014, Intel dona feina a 10,000 treballadors en quatre centres de desenvolupament i dues plantes de producció a Israel.

### Diversitat
Intel té una iniciativa sobre la diversitat, inclosa la diversitat de treballadors, així com programes de diversitat de proveïdors.
Igual que moltes empreses amb diversitat de treballadors, inclouen grups basats en la raça i la nacionalitat, així com la identitat sexual i la religió. El 1994, Intel va sancionar a un dels grups de treballadors corporatius, gais, lesbianes, bisexuals i transsexuals més antics, i dona suport a un grup de treballadors musulmans, un grup d'empleats jueus i un grup cristià basat en la Bíblia.
Intel va rebre una qualificació del 100% en el primer Índex d'Igualtat Corporativa publicat per la Campanya de Drets Humans el 2002. Ha mantingut aquesta classificació el 2003 i el 2004. A més, la companyia va ser nomenada una de les 100 millors empreses per a mares treballadores el 2005 per Revista Working Mother.
El gener de 2015, Intel va anunciar la inversió de 300 milions de dòlars durant els propers cinc anys per millorar la diversitat de gènere i racial en la seva pròpia empresa i en la indústria de la tecnologia en general.
En el febrer de 2016, Intel va anunciar el seu report global anual de diversitat e inclusió del 2015. El tant per cent d'homes-dones d'ocupats als Estatus Units es va reportar com 75.2% de homes i un 24.8% de dones. En els empleats dels Estats Units en els rols tècnics, el tant per cent es de 79,8% d'homes i 20,1% de dones. NPR (ràdio pública nacional) informa que Intel s'enfronta a un problema de retenció (sobretot per als afroamericans).

### Impacte econòmic a Oregon el 2009
El 2011, ECONorthwest va dur a terme una anàlisi de l'impacte econòmic de la contribució econòmica d'Intel a l'estat d'Oregon.
L'informe va trobar que el 2009 "els impactes econòmics totals atribuïts a les operacions d'Intel, la despesa de capital, les contribucions i els impostos van ascendir a gairebé 14.600 milions de dòlars en activitat, incloent 4.300 milions de dòlars en ingressos personals i 59.990 llocs de treball".
A través d'efectes multiplicadors, es va trobar que cada 10 llocs de treball d'Intel, de mitjana, creaven 31 llocs de treball en altres sectors de l'economia.

### Finançament escolar a Nou Mèxic el 1997
En Rio Rancho, Nou Mèxic, Intel és l'ocupador líder. El 1997, una associació comunitària entre el Comtat de Sandoval i Intel Corporation va finançar i va construir l'Escola Preparatòria Rio Rancho.

### Fons de Ultrabook (2011)
El 2011, Intel Capital va anunciar un nou fons per donar suport a les noves empreses que treballen en tecnologies en línia amb el concepte de la companyia per als portàtils de pròxima generació.
La companyia està reservant un fons de 300 milions de dólars per gastar durant els pròxims tres a quatre anys en àrees relacionades amb els ultrabooks. Intel va anunciar el concepte d'ultrabook en Computex el 2011. El ultrabook es defineix com un portàtil prim (menys de 0,8 polgades [~ 2 cm] de gruix) que utilitza processadors Intel i també incorpora funcions de tauleta com una pantalla tàctil i llarga durada de la bateria.
En l'Intel Developers Forum a 2011, quatre ODM de Taiwan van mostrar prototips d'ultrabooks que utilitzaven els xips Ivy Bridge d'Intel. Intel planeja millorar el consum d'energia dels seus xips per als ultrabooks, com els nous processadors Ivy Bridge el 2013, que només tindran 10W de potència de disseny tèrmic predeterminat.
La meta d'Intel per al preu d'Ultrabook és inferior a 1000 dólars; però, segons dos presidents d'Acer i Compaq, aquesta meta no s'aconseguirà si Intel no baixa el preu de les seves xips.

### Màrqueting

#### Intel Inside
Intel s'ha convertit en una de les marques informàtiques més reconegudes del món després de la seva llarga campanya Intel Inside. La idea d'Intel Inside va sorgir d'una reunió entre Intel i un dels principals revenedors d'ordinadors, MicroAge.
A finals dels anys vuitanta, la quota de mercat d'Intel estava erosionada seriosament per competidors inicials com Advanced Micro Devices (ara AMD), Zilog i altres que havien començat a vendre els seus microprocessadors més barats a fabricants d'ordinadors. Això es deu al fet que, mitjançant l'ús de processadors més barats, els fabricants podien fer ordinadors més barats i guanyar més quota de mercat en un mercat cada vegada més sensible als preus.
El 1989, Dennis Carter d'Intel va visitar la seu de MicroAge a Tempe, Arizona, per reunir-se amb el vicepresident de màrqueting de MicroAge, Ron Mion. MicroAge s'havia convertit en un dels majors distribuïdors de Compaq, IBM, HP i altres, i va suposar, per tant, un motor primari, encara que indirecte, de la demanda de microprocessadors.
Intel volia que MicroAge sol·licités als seus proveïdors informàtics per afavorir els xips d'Intel. No obstant això, Mion va considerar que el mercat havia de decidir quins processadors volien.
L'argument en contra d'Intel era que seria massa difícil educar els compradors de PC sobre per què valia la pena pagar més pels microprocessadors Intel ... i tenien raó.
Però Mion sentia que el públic realment no necessitava entendre completament per què els xips d'Intel eren millors, només havien de sentir que eren millors. Així, Mion va proposar una prova de mercat. Intel pagaria per una cartellera MicroAge en algun lloc dient: "Si esteu comprant un ordinador personal, assegureu-vos que té Intel a dins." Al seu torn, MicroAge posaria adhesius "Intel Inside" als ordinadors basats en Intel de les seves botigues d'aquesta zona. Per facilitar el control de la prova, Mion va decidir fer la prova a Boulder, Colorado, on tenia una sola botiga. Pràcticament durant la nit, les vendes d'ordinadors personals d'aquesta botiga es van desplaçar dràsticament cap a ordinadors basats en Intel. Intel va adoptar ràpidament "Intel Inside" com a marca principal i la va desplegar a tot el món.

#### Estratègia de nomenclatura del processador
El 2006, Intel va ampliar la seva promoció de plataformes d'especificació oberta més enllà de Centrino, per a incloure el Viiv Media Center PC i l'escriptori empresarial Intel VPRO.
A mitjans de gener de 2006, Intel va anunciar que estaven eliminant el nom de Pentium dels seus processadors.
El nom de Pentium es va usar per primera vegada per referir-se als processadors Intel P5 i es va fer per complir amb les sentències judicials que impedeixen la marca registrada d'un seguit de números, de manera que els competidors no podien cridar al seu processador el mateix nom, com s'havia fet amb els processadors 386 i 486 anteriors (tots dos tenien còpies fabricades per IBM) i AMD).
Primer van eliminar els noms de Pentium dels processadors mòbils, quan es van llançar els nous xips Yonah, amb la marca Core Sol i Core Duo.
Els processadors d'escriptori van canviar quan es va llançar la línia de processadors Core 2.
Pel 2009, Intel estava fent servir una estratègia de bó-millor-el millor, amb Celeron sent bo, Pentium millor i la família Intel Core representant el millor que la companyia té per oferir.
Segons el portaveu Bill Calder, Intel només ha mantingut la marca Celeron, la marca Atom per a netbooks i la línia vPro per a empreses. Des de finals de 2009, els processadors d'Intel s'han denominat Celeron, Pentium, Core i3, Core i5 i Core i7, en ordre de rendiment de menys a més. Els productes principals de la primera generació porten un nom de 3 dígits, com i5 750, i els productes de la segona generació porten un nom de 4 dígits, com el i5 2500. En ambdós casos, una K al final mostra que es tracta d'un processador desbloquejat, cosa que permet capacitats addicionals d'overclocking (per exemple, 2500K). Els productes Vpro portaran el processador Intel Core i7 VPRO o el nom del processador Intel Core i5 Vpro.
A l'octubre de 2011, Intel va començar a vendre el seu xip Core i7-2700K "Sandy Bridge" a clients de tot el món. Des de 2010, "Centrino" només s'aplica a les tecnologies WiMAX i Wi-Fi d'Intel.

#### Tipografía
Neo Sans Intel es una versión personalizada de Neo Sans basada en Neo Sans y Neo Tech, diseñada por Sebastian Lester en 2004.
Intel Clear es una fuente global anunciada en 2014, diseñada para ser utilizada en todas las comunicaciones. La familia de fuentes fue diseñada por Red Peek Branding y Daltan Maag Ltd. Inicialmente disponible en latín, griego y cirílico, reemplazó a Neo Sans Intel como la tipografía corporativa de la compañía. Intel Clear Hebrew, Intel Clear Arabic fueron agregados por Daltan Maag Ltd.

## Litigis i regulacions

### Litigis sobre infraccions de patents (2006-2007)
A l'octubre de 2006, es va presentar una demanda de Transmeta contra Intel per infracció de patent en arquitectures  de computadors i tecnologies d'eficiència energètica. La demanda es va resoldre a l'octubre de 2007, i Intel va acordar pagar inicialment 150 milions de dòlars i 20 milions de dòlars per als propers cinc anys. Les dues companyies van acordar abandonar les demandes entre elles, mentre que a Intel se li va atorgar una llicència perpètua no exclusiva per utilitzar les tecnologies de transmissió actuals i futures patentades en els seus xips durant 10 anys.

### Al·legacions antimonopoli i litigis (2005-2009)
Al setembre de 2005, Intel va presentar una resposta a una demanda d'AMD, disputant els reclams d'AMD i al·legant que les pràctiques comercials d'Intel són justes i legals. En una refutació, Intel va desconstruir l'estratègia ofensiva d'AMD i va argumentar que AMD va tenir dificultats en gran manera com a resultat de les seves pròpies males decisions comercials, inclosa la falta d'inversió en la capacitat de fabricació essencial i la dependència excessiva en la subcontractació de les foses de xips. Els analistes legals van predir que la demanda es perllongaria durant diversos anys, ja que la resposta inicial d'Intel indicava que no estava disposada a resoldre amb AMD. El 2008, finalment es va establir una data de tall,, però en 2009, Intel va resoldre amb un pagament de 1,25 mil milions dólars a AMD.
El 4 de novembre de 2009, el fiscal general de Nova York va presentar una demanda antimonopoli contra Intel Corp, al·legant que la companyia va utilitzar "amenaces il·legals i col·lusió" per dominar el mercat de microprocessadors d'ordinadors.
El 12 de novembre de 2009, AMD va acordar retirar la demanda antimonopoli contra Intel a canvi de 1,250 milions de dòlars. Un comunicat de premsa conjunt publicat pels dos fabricants de xips va declarar: "Si bé la relació entre les dues companyies ha estat difícil en el passat, aquest acord posa fi a les disputes legals i permet a les companyies concentrar tots els nostres esforços en la innovació i el desenvolupament de productes "

#### Al·legacions de la Comissió de Comerç Just del Japó (2005)
El 2005, la Comissió local de Comerç Just va descobrir que Intel violava la Llei antimonopoli japonesa. La comissió va ordenar a Intel eliminar els descomptes que havien discriminat AMD. Per evitar un judici, Intel va acceptar complir la petició.

#### Al·legacions de la Unió Europea (2007-2008)
El juliol de 2007, la Comissió Europea va acusar Intel de pràctiques anticompetitives, principalment contra AMD. Les acusacions, que es remunten a 2003, inclouen donar preus preferencials als fabricants d'ordinadors que compren la majoria o tots els seus xips d'Intel, pagar als fabricants d'ordinadors per retardar o cancel·lar el llançament de productes que fan servir xips d'AMD, i proporcionar xips a un cost inferior a l'estàndard per als governs i institucions educacionals. Intel va respondre que les acusacions eren infundades i, en canvi, van qualificar el seu comportament de mercat com amigable per al consumidor. L'assessor general Bruce Sewell va respondre que la Comissió havia interpretat malament algunes suposicions de fet pel que fa als preus i els costos de fabricació.
Al febrer de 2008, Intel va declarar que la seva oficina a Múnic havia estat aplanada pels reguladors de la Unió Europea. Intel va  informar que estava cooperant amb els investigadors. Intel va enfrontar una multa de fins al 10% dels seus ingressos anuals, si és la troba culpable de sufocar la competència. Posteriorment, AMD va llançar un lloc web que promou aquestes acusacions. El juny de 2008, la UE va presentar nous càrrecs contra Intel.
Al maig de 2009, la UE va descobrir que Intel havia participat en pràctiques anticompetitives i posteriorment va multar Intel amb 1.06 mil milions d'èuros (1.440 milions de dòlars), una quantitat rècord. Es va descobrir que Intel havia pagat a companyies, incloses Acer, Dell, HP, Lenovo i NEC, per utilitzar exclusivament xips d'Intel en els seus productes i, per tant, va perjudicar a altres companyies, inclosa AMD.
La Comissió Europea va dir que Intel havia actuat deliberadament per mantenir els competidors fora del mercat dels xips informàtics i, en fer-ho, havia comès una "greu i sostinguda violació de les normes antimonopoli de la UE". A més de la multa, la Comissió va ordenar a Intel que cessés immediatament totes les pràctiques il·legals.
Intel ha declarat que apel·laran contra el veredicte de la Comissió. El juny de 2014, el Tribunal General, que es troba per sota del Tribunal de Justícia Europeu, va rebutjar l'apel·lació.

#### Al·legacions dels reguladors a Corea del Sud (2007)
Al setembre de 2007, els reguladors sud-coreans van acusar Intel de violar la llei antimonopoli. La investigació va començar al febrer de 2006, quan els funcionaris van aplanar les oficines d'Intel a Corea del Sud. La companyia corria el risc d'una multa de fins al 3% de les seves vendes anuals, si és la troba culpable. El juny de 2008, la Comissió de Comerç Just li va ordenar a Intel que pagui una multa de 25.500.000 dólars per aprofitar la seva posició dominant per oferir incentius als principals fabricants coreans de PC amb la condició de no comprar productes d'AMD .

#### Al·legacions dels reguladors als Estats Units (2008-2010)
Nova York va començar una investigació d'Intel el gener de 2008 sobre si la companyia va violar les lleis antimonopoli en els preus i les vendes dels seus microprocessadors. El juny de 2008, la Comissió Federal de Comerç també va iniciar una investigació antimonopoli del cas. Al desembre de 2009, la FTC va anunciar que iniciaria un procediment administratiu contra Intel al setembre de 2010.
Al novembre de 2009, després d'una investigació de dos anys, el fiscal general de Nova York, Andrew Cuomo, va demandar Intel, acusant-los de suborn i coacció, al·legant que Intel va subornar als fabricants d'ordinadors per comprar més dels seus xips que els de seus rivals, i va amenaçar de retirar aquests pagaments si es percebia que els fabricants d'ordinadors treballaven massa a prop dels seus competidors. Intel ha negat aquestes queixes.
El 22 de juliol de 2010, Dell va acordar un acord amb la Comissió de Borsa i Valors d'EE. UU (SEC, per les sigles en anglès) per pagar 100M  dòlars en multes resultants dels càrrecs que Dell no va revelar amb precisió la informació comptable als inversors.
En particular, la SEC va acusar que de 2002 a 2006, Dell tenia un acord amb Intel per rebre reemborsaments a canvi de no fer servir xips fabricats per AMD.
Aquests descomptes substancials no es van revelar als inversors, però es van utilitzar per ajudar a satisfer les expectatives dels inversors respecte a l'acompliment financer de la companyia; "Aquests pagaments d'exclusivitat van augmentar del 10 per cent dels ingressos operatius de Dell en l'any fiscal 2003,  al 38 per cent en l'any fiscal 2006, i van arribar a un màxim del 76 per cent en el primer trimestre de l'any fiscal 2007."
Dell eventualment va adoptar a AMD com a proveïdor secundari en 2006 i Intel posteriorment va aturar els seus reemborsaments, cosa que va provocar una caiguda del rendiment financer de Dell.

### Registre de responsabilitat corporativa
Intel ha estat acusat per alguns residents de Rio Rancho, Nou Mèxic, de permetre l'alliberament de COV en excés del seu permís de contaminació.
Un resident va afirmar que es va mesurar un alliberament d'1,4 tones de Tetraclorur de carboni a partir d'un depurador d'àcids durant el quart trimestre del 2003, però un factor d'emissió va permetre a Intel no reportar emissions de tetraclorur de carboni per a tot el 2003.
Un altre resident al·lega que Intel va ser responsable de l'alliberament d'altres COV del seu lloc de Rio Rancho i que una necròpsia del teixit pulmonar de dos gossos morts a la zona va indicar traces d'isòmers de toluè, hexà, etilbenzè i xilè,  dels quals són dissolvents utilitzats en entorns industrials, però també es troben habitualment a la gasolina, als diluents de pintura al detall i als dissolvents al detall. Durant una reunió de la subcomissió de la Junta de millora del medi ambient de Nou Mèxic, un resident va afirmar que els propis informes d'Intel van documentar més de 1.580 lliures (720 kg) de COVs que van ser alliberats al juny i al juliol de 2006.
El rendiment ambiental d'Intel es publica anualment en el seu informe de responsabilitat corporativa.
En els seus rànquings de 2012 sobre l'avanç de les empreses d'electrònica de consum relacionades amb minerals de conflicte, el Projecte Enough va qualificar Intel com la millor de les 24 empreses, anomenant-la "pionera del progrés".
El 2014, el conseller delegat, Brian Krzanich, va instar a la resta de la indústria a seguir el lideratge d'Intel evitant els minerals del conflicte.